# جميل، قذر، غني
"جميل، قذر، غني" أو "بيوتيفول، ديرتي، ريتش" (بالإنجليزية: "Beautiful, Dirty, Rich")‏ أغنية للفنانة الأمريكية ليدي غاغا من ألبومها الأول الشهرة.

## الروابط الخارجية
- ليدي غاغا : فيديو : جميل، وسخ، غني تسجيلات انترسكوب